# Psicologia prenatale e perinatale

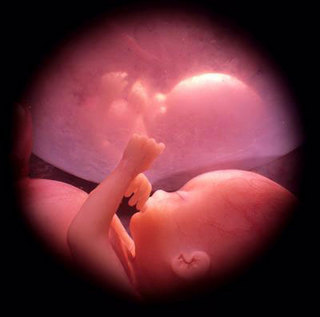
Il feto umano durante la trentesima settimana di gravidanza.

La psicologia prenatale e la psicologia perinatale sono branche della psicologia che si occupano dello sviluppo delle capacità psicofisiologiche, relazionali e comunicative dell’individuo durante il periodo prenatale e perinatale. La psicologia prenatale studia lo sviluppo della mente prima della nascita, mentre la psicologia perinatale si occupa delle esperienze del neonato successive al parto. Entrambe le discipline nascono dall’interazione di conoscenze psicologiche ― come la psicofisiologia e la psicologia della personalità ― e mediche ― come la medicina ginecologica e la medicina prenatale.
Il fatto che il feto sia in grado di elaborare gli stimoli che riceve è alla base della psicologia prenatale e della psicologia perinatale. Nel periodo prenatale il feto si sviluppa nell’utero della madre. Il ricercatore può studiare questo sviluppo analizzando gli indici psicofisiologici. Strumenti come l’elettroencefalografo, l’ecografo, l’elettrocardiografo, il cardiotocografo e il fetoscopio permettono di stabilire che il feto possiede un sistema sensoriale e che è in grado di recepire e rispondere a stimoli sia intra- che extra-uterini.
La psicologia prenatale e la psicologia perinatale formano parte della psicologia dello sviluppo, arricchita da scoperte e studi nel campo dell'etologia umana nella II metà del Novecento come la teoria dell’attaccamento di John Bowlby. Le ricerche più recenti si concentrano sull’aspetto neuropsicologico della disciplina. Innumerevoli sono le osservazioni occasionali sull’influenza delle esperienze prenatali sullo sviluppo della mente e del corpo, anche se poche di queste sono state confermate da ricerche sperimentali.

## Stimoli sensoriali

### Stimoli uditivi

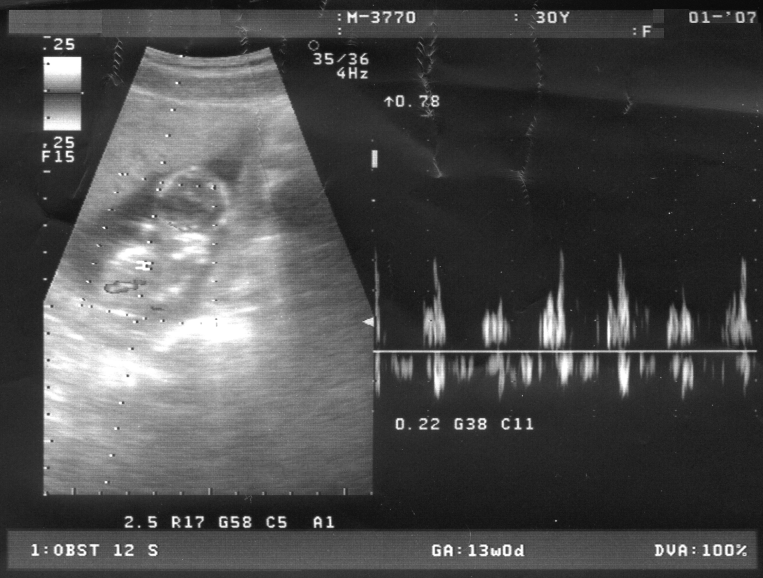
La frequenza cardiaca del feto.

L’udito è il primo dei sensi che il feto sviluppa all’interno dell’utero della madre. Dopo sedici settimane, si manifestano risposte motorie a stimoli di tipo acustico. Dopo ventitré settimane, il feto è in grado di distinguere gli stimoli acustici a cui è abituato da quelli che riceve per la prima volta. La reazione ai suoni che ha già ascoltato in precedenza è sempre la stessa. La struttura del sistema uditivo è completa dopo ventiquattro settimane.
L’udito prenatale riceve diversi stimoli intra- ed extra-uterini. Alcune stimolazioni ― come la respirazione ed il battito cardiaco della madre ― sono continue, altre ― come la voce della madre e i suoni che provengono dall’esterno ― possono variare. Quando i suoni provenienti dall’ambiente esterno sono molto forti, il battito cardiaco del feto accelera. Il battito del cuore materno ha invece il potere di regolarizzare quello del feto.
Oltre a contribuire al rilassamento della madre, il canto e la musica hanno un effetto positivo sul corpo e sul cervello del feto. Le vibrazioni sonore trasmettono energia e favoriscono l’equilibrio del sistema nervoso. I suoni acuti stimolano la testa e gli arti superiori, mentre i suoni gravi raggiungono gli arti inferiori. I risultati di numerosi esperimenti di psicofonia dimostrano che i bambini che hanno ricevuto questo tipo di stimolazioni acustiche presentano maggiore coordinazione motoria.
Gli studi della ricercatrice francese Marie Claire Busnel sulle variazioni della frequenza cardiaca fetale negli ultimi tre mesi di gravidanza dimostrano che il feto è in grado di distinguere la voce maschile da quella femminile e di stabilire se la madre si rivolge direttamente ad esso o ad una terza persona.
Nella memoria del feto si imprimono i suoni e il ritmo della lingua parlata dalla madre. Questo significa che l’apprendimento del linguaggio ha già inizio prima della nascita. Oltre ad ascoltare, il feto apprende i movimenti neuromuscolari del tratto vocale che in seguito metterà in pratica con il pianto e la vocalizzazione.
È stato dimostrato che il feto reagisce in maniera più attiva alla voce della madre poiché la riceve con un’intensità maggiore di 5,2 dB rispetto ai rumori provenienti dall’esterno.
L’udito fetale è strettamente collegato al tatto poiché i suoni raggiungono il feto tramite la vibrazioni del liquido amniotico.

### Stimoli tattili
Il tatto è il senso più importante per il feto. L’attività nervosa del viso, delle mani, dei piedi e dell’area genitale si sviluppa già nel periodo prenatale. Dopo sei settimane, iniziano a formarsi le vie nervose che trasmettono gli stimoli tattili dal sistema nervoso periferico al sistema nervoso centrale. Dopo sette settimane, il feto acquisisce la prima forma di sensibilità tattile sul volto. Dopo dodici settimane, si manifesta la presenza di recettori tattili sui palmi delle mani e sulle piante dei piedi. Dopo diciassette settimane, la percezione tattile si estende all’addome e alle natiche. Dopo trentadue settimane, tutto il corpo mostra sensibilità tattile.
Nell’utero della madre, il feto è immerso nel liquido amniotico, rannicchiato su se stesso con le ginocchia piegate e le mani vicino alla bocca. Il sistema tattile del feto viene continuamente stimolato dal contatto con l’ambiente uterino e con la propria pelle.
Il feto reagisce alle vibrazioni che attraversano il liquido amniotico con una risposta motoria e l’aumento della frequenza cardiaca. Il feto può avvertire il movimento di una mano appoggiata sul pancione della madre. Se si accarezza la guancia del feto, questi si volta verso la mano. Se la pianta del piede viene stimolata, il feto ritrae la gamba.
Negli anni ‘70, il medico olandese Frans Veldman fonda l’Istituto per la Comunicazione Aptonomica. L’aptonomia nasce come «la scienza del toccare » e studia i benefici del contatto fisico dei genitori con il bambino prenatale. Veldman dimostra che la stimolazione tattile del feto da parte dei genitori contribuisce a creare un legame prenatale tra questi e il figlio.
I risultati di una ricerca condotta da Schanberg e Field dimostrano che i neonati che sono stati accarezzati dai genitori durante la gravidanza maturano più velocemente degli altri e necessitano di un periodo di degenza in ospedale più breve.

### Stimoli olfattivi
L’olfatto del feto entra in funzione a partire dal secondo mese di gravidanza. Il bulbo olfattivo si sviluppa durante l’ottava settimana e i primi recettori olfattivi si formano verso la nona settimana. Nel feto sono inoltre presenti gli organi vomeronasali, strutture di cellule sensoriali che rendono possibile la percezione olfattiva nell’ambiente acquatico all’interno dell’utero.
Il sistema olfattivo del bambino prenatale è continuamente stimolato dagli odori che caratterizzano la fisiologia materna e da quelli che provengono dagli alimenti che ingerisce la madre. Questi odori costituiscono la memoria olfattiva del feto e in seguito saranno individuati dal bambino al di fuori dell’utero materno. Dopo il parto, il bambino è in grado di riconoscere l’odore della madre e del latte materno.
L’olfatto è strettamente legato all’intuizione, all’orientamento spaziale, alla vita affettiva e sessuale e al processo di maturazione. L’odorato ha un ruolo significativo all’interno dello sviluppo della propria identità e delle relazioni interpersonali.

### Stimoli gustativi
Il gusto entra in funzione verso il terzo mese di gravidanza. Le papille gustative del feto si sviluppano tra l’ottava e la tredicesima settimana.
L’alimentazione della madre determina la composizione del liquido amniotico, nel quale sono presenti le molecole aromatiche del cibo. Ingerendo il liquido amniotico, il feto percepisce gusti e sapori.
L’utilizzo dell’ecografo permette di stabilire che il feto è in grado di distinguere i diversi sapori, manifestando una preferenza per il dolce. Il feto ingerisce una maggiore quantità di liquido amniotico quando in esso è contenuta un’alta concentrazione di zuccheri.
Le prime esperienze di accettazione e di rifiuto della realtà sono legate al senso del gusto. Attraverso la percezione degli stimoli gustativi, il feto sperimenta le sensazioni di appagamento e di repulsione. Il feto mostra segnali di gradimento quando deglutisce liquido amniotico dolce, mentre tende a chiudere la bocca in presenza di sostanze amare.
L’alimentazione della madre durante la gravidanza e l’allattamento avrà un’influenza sulle abitudini alimentari del figlio. Uno studio condotto in Provenza dimostra che i figli di donne che hanno consumato grandi quantità di aglio durante la gravidanza mostrano una predilezione per i cibi che contengono questo alimento.
È fondamentale che la madre segua una dieta equilibrata per favorire la salute e lo sviluppo psicofisico del feto.

### Stimoli visivi
La vista è l’ultimo senso che si sviluppa nel feto. Il nervo ottico e le cellule retiniche si sviluppano già durante l’ottava settimana di gravidanza, ma il feto comincia ad aprire le palpebre solo dopo ventisei settimane.
Il feto è in grado di percepire la luce che filtra attraverso l’utero, specialmente se il pancione della madre è esposto ad una fonte di luce intensa. Il feto risponde agli stimoli luminosi con l’accelerazione del battito cardiaco e l’aumento dell’attività motoria.
L’utero materno non è un luogo buio: la luce che filtra dall’esterno permette al feto di essere consapevole dell’ambiente in cui si trova. Le variazioni della luminosità all’interno del ventre materno dipendono dalla stagione, dal clima e dallo stile di vita della madre.
I nervi dell’occhio continueranno a svilupparsi anche dopo la nascita. Nei primi istanti di vita, il neonato non è in grado di mettere a fuoco oggetti che distano più di 25 cm. Queste immagini sfocate sono comunque sufficienti per permettergli di distinguere i tratti del volto della madre.